# Stay (песня Sugarland)
«Stay» — песня американской кантри-группы Sugarland, вышедшая в качестве 4-го сингла с их второго студийного альбома Enjoy the Ride (2006). Автором песни выступила солистка группы Дженнифер Неттлз.
Песня получила награду Ассоциации кантри-музыки CMA Awards в престижной категории «Лучшая песня года» (Song of the Year) и две награды Грэмми в категориях Лучшая кантри-песня и Лучшее мужское исполнение кантри с вокалом.

## История
По словам самой певицы и автора Дженнифер Неттлз идея написать эту песню пришла к ней после прослушивания баллады c одноименного альбома 1986 года «Whoever’s in New England» Рибы Макинтайр. Песня стала первой, написанной сольно самой Дженнифер Неттлз.
Сингл вышел 10 сентября 2007 года на студии Mercury Nashville и получил положительные отзывы музыкальной критики и интернет изданий.
Песня получила несколько номинаций и наград, включая награды от профессиональных организаций жанра кантри и 2 награды Грэмми в категориях Лучшая кантри-песня и Лучшее кантри-исполнение дуэтом или группой.
24 марта 2009 года сингл достиг платинового статуса RIAA, а в апреле 2013 года тираж превысил 1,960,000 копий.

## Награды и номинации
Источник:.
| Награда    | Категория                                   | Результат |
| ---------- | ------------------------------------------- | --------- |
| CMA Awards | Песня года (Song of the Year)               | Победа    |
| CMA Awards | Single of the Year                          | Номинация |
| CMA Awards | Music Video of the Year                     | Номинация |
| ACM Awards | Песня года (Song of the Year)               | Победа    |
| ACM Awards | Single of the Year                          | Номинация |
| ACM Awards | Video of the Year                           | Номинация |
| Грэмми     | Лучшее кантри-исполнение дуэтом или группой | Победа    |
| Грэмми     | Лучшая кантри-песня                         | Победа    |

## Чарты и сертификации

### Еженедельные чарты
| Чарт (2007-08)                      | Высшая позиция |
| ----------------------------------- | -------------- |
| США (Billboard Hot Country Songs)   | 2              |
| США (Billboard Hot 100)             | 32             |
| US Billboard Pop 100                | 36             |
| Канада (Billboard Canadian Hot 100) | 48             |

### Итоговые годовые чарты
| Чарт (2007)                  | Позиция |
| ---------------------------- | ------- |
| US Country Songs (Billboard) | 44      |